# Église Saint-Martin de Villette-sur-Ain
Pour les articles homonymes, voir Église Saint-Martin.
L'église Saint-Martin est une église située en France sur la commune de Villette-sur-Ain, dans le département de l'Ain en région Auvergne-Rhône-Alpes.
L'édifice est inscrit au titre des monuments historiques depuis 3 février 1992.

## Présentation
L'église est située dans le département français de l'Ain, sur la commune de Villette-sur-Ain. L'édifice est inscrit au titre des monuments historiques en 1992.

## Histoire
Des fouilles menées dans le chœur de l'église ont révélé des pièces de monnaie gauloise et romaine, ainsi que de la céramique antique. Ainsi, les origines de l'église semblent être antique. L’édifice aurait été construit sur le site d'un ancien sanctuaire antique. Cette origine expliquerait peut-être la présence d'une colonne cannelée dans la structure romaine de l'église.
L'église est mentionnée dans les archives au IXe siècle, comme dépendante de l’abbaye de Nantua, appartenant ainsi au grand ensemble clunysien.
Une première partie romane est aujourd'hui datée du XIe siècle. Elle fut complétée et consolidée par une partie gothique.
En 1811, la construction de la route impériale no 102 (aujourd'hui R.N 84) a donné lieu à un conflit entre l’État et la commune, cette dernière attribuant les fissures apparues dans l'église à la construction de cette route. La commune a perdu le procès.
Au cours du XIXe siècle, le mauvais état de l'église est relaté dans de nombreuses archives. Ainsi, plusieurs travaux de rénovation vont être effectués : 
- La construction des chapelles latérales sud et de la voute pour remplacer le plafond (1849) ;
- La consolidation du clocher ;
- Le déplacement du cimetière qui était alors tout autour de l'édifice.

Jean Scohy, lors de son séjour à Villette (dont il fut maire en 1970), a peint de nombreuses scènes religieuses dans l'église. On peut ainsi observer l’adoration du Saint Sacrement (1878) sur l’arc triomphal à l’entrée du chœur ; l’Ascension, l’Assomption, les tables de la Loi , l’Évangile de Jean sur les voûtes de la base du clocher. Il y a aussi quatre cadres en bois, dans le chœur, où sont représentés : l’Annonciation, la Nativité, la Samaritaine, l’apparition du Christ à Marie Madeleine.
Dans la chapelle dédiée à saint Antoine une toile datée de 1860 représente saint Antoine priant dans le désert. Dans la chapelle Notre-Dame de Pitié, un tableau date de 1866. Il représente une déposition de croix.
L'édifice fut classé monument historique en 1982

## Architecture

### Lechœur
Le chœur de l'église est à arcatures latérales portant une voûte en berceau. Ce type de chœur est assez répandu dans la région, on le retrouve dans les églises de St André-sur-Vieux-Jonc et Rigneux-le-Franc. Sa présence s’explique par la volonté d’utiliser des colonnes antiques. Celles-ci ont été encastrées dans le mur, prolongées par des blocs reproduisant les mêmes cannelures et surmontées par des chapiteaux décorés différemment. Les colonnes sont deux fûts circulaires issus originellement d'une seule et même colonne. Le tronçon encastré dans le mur nord fait 1,26 m de haut et celui du sud 1,36 m. La colonne initiale appartenait vraisemblablement à l’élément d’un portique dont la partie supérieure, galbée, constitue la colonne encastrée dans le mur sud. Les deux chapiteaux qui surmontent les colonnes ne sont pas identiques. Le chapiteau Nord est contemporain de la construction de l’édifice roman et de l’arcature. En revanche, le chapiteau Sud a pu être utilisé, avec la colonne qui l’accompagne, dans un édifice antérieur.

### Le clocher
Le clocher, quadrangulaire, a été détruit à la révolution et reconstruit ensuite avec une nouvelle cloche dont la marraine est Madame de la Teyssonnière.

### Chapelles latérales
Les chapelles latérales(côté nord) sont d’origine gothique. Elles ont été construites par les seigneurs de Villette pour y être enterrés :
- La chapelle la plus proche du chœur, la chapelle de Sainte Catherine et Saint Jean-Baptiste est dédiée au Rosaire, elle a été construite au XIVe siècle par les seigneurs de Bronna (Gravagneux).
- La chapelle Saint-Antoine, de même facture que l’abside, date du XVe siècle.
- La chapelle Notre-Dame de Pitié, accolée à la chapelle Saint-Antoine, a été construite au XVIe siècle par les Grammont, seigneurs de la Moutonnière, dont le blason orne la clef de voûte. Des peintures murales, datant du XVIe siècle, ont été restaurées en 1992[2].